# Леви, Адам
Адам Леви (англ. Adam Levy; родился 5 декабря 1970) — британский актёр театра и кино. Окончил Королевскую академию драматического искусства, начал карьеру в 1991 году в театре: в частности, играл во многих спектаклях по пьесам Шекспира. Параллельно Леви снимался в кино. Он сыграл эпизодические роли в фильме Ридли Скотта «Гладиатор» (2000), в картине «Прежде, чем я усну» (2014). В 2018 году Леви получил роль в сериале «Супергёрл», в 2019 сыграл Мышовура в первом сезоне сериала «Ведьмак» от американской компании Netflix.

## Фильмография
| Год  |   | Название           | Роль          |
| ---- | - | ------------------ | ------------- |
| 2000 | ф | Гладиатор          | Офицер 1      |
| 2014 | ф | Прежде, чем я усну | Бен           |
| 2018 | с | Супергёрл          | Амадей Деррос |
| 2019 | с | Ведьмак            | Мышовур       |